# Space Launch System
Space Launch System (zkratka SLS) je supertěžká nosná raketa americké agentury NASA. Jako nosná raketa pro program Artemis je SLS navržena tak, aby vynesla kosmickou loď Orion na translunární dráhu. Rakety mají sloužit pro pilotované lety k Měsíci či k výstavbě vesmírné stanice Gateway. Celkový návrh rakety nepočítá se znovupoužitelností. První start, bez posádky, mise Artemis I, se uskutečnil 16. listopadu 2022. Všechny lety nosné rakety SLS jsou a mají být vypouštěny z Kennedyho vesmírného střediska, z rampy LC-39B, na Floridě.
Vývoj nosné rakety SLS začal v roce 2011 jako náhrada za vysloužilé raketoplány a také zrušené nosné rakety Ares I a Ares V z programu Constellation. Raketa SLS, navržena podle původních nosných raket raketoplánů, využívá podobnou techniku jako program Space Shuttle – přídavné raketové motory SRB na tuhé palivo a motory z prvního stupně RS-25. Space Launch System je vyráběn pěti firmami – NASA, Aerojet Rocketdyne, Northrop Grumman, Boeing a United Launch Alliance, přičemž NASA plánuje přesunout výrobu a testování SLS na Deep Space Transport LLC, společné místo Boeingu a Northrop Grumman.
První tři lety SLS jsou konfigurovány pod názvem Block 1, který má kromě centrálního stupně pěti-segmentové posilovače raketoplánu vyvinuté pro Ares I a horní stupeň ICPS, s nosností na LEO 95 tun. Druhá, vylepšená konfigurace – Block 1B – s celkovou nosností 105 tun, by měla používat na horním stupni systém EUS, přičemž je naplánována na čtvrtý let. Třetí, vylepšená konfigurace – Block 2 – by měla mít nové posilovače na tuhé palivo a celkovou nosnost 130 tun, přičemž by měla letět na devátém letu v misi.

## Popis

### Centrální stupeň

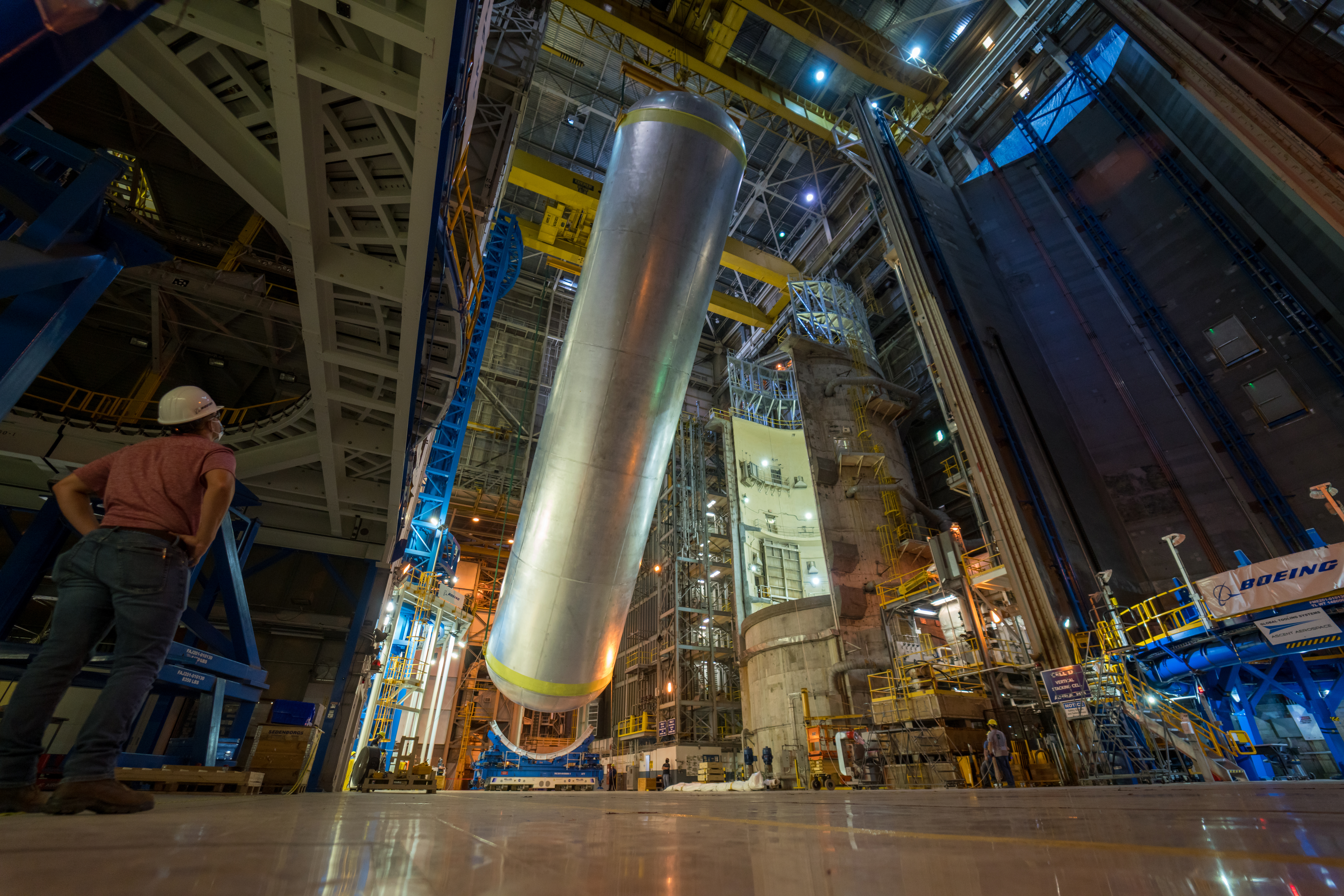
Nádrž na kapalný vodík pro nosnou raketu SLS pro misi Artemis II

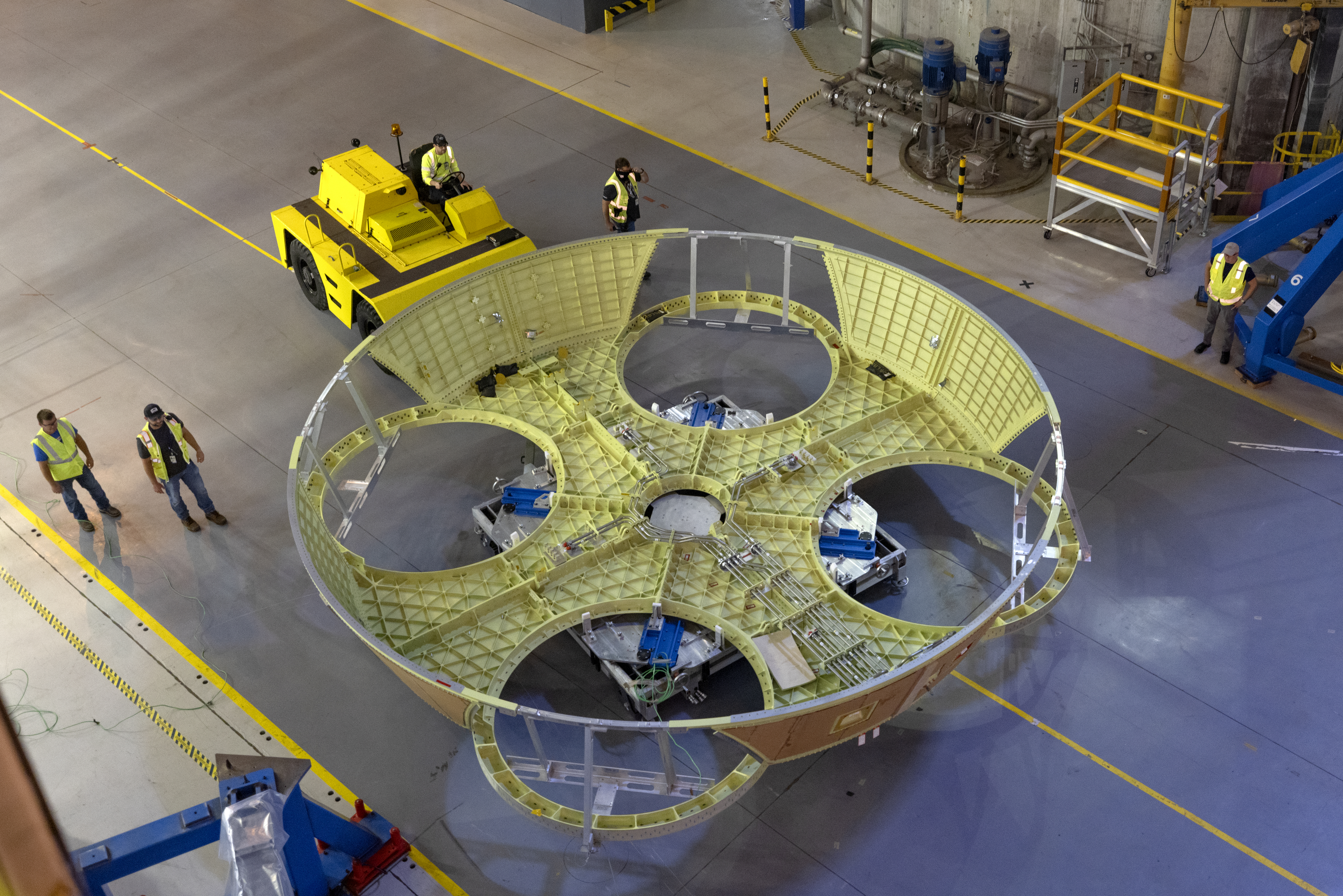
Podpěrná konstrukce pro motory SLS, mise Artemis II

Spolu s pomocnými motory SRB, slouží centrální stupeň k dopravení horního stupně s nákladem z atmosféry téměř na nízkou oběžnou dráhu, LEO. Centrální stupeň se skládá z nádrže na kapalný vodík (LH2) a kapalný kyslík (LOX), připojovací body pro SRB, avioniky a hlavního pohonného systému (MPS), sestavy čtyř motorů RS-25 s hydraulickým vektorováním tahu a zařízení pro natlakování nádrží.
První čtyři lety by měly využívat po čtyřech ze zbývajících šestnácti motorů RS-25D, které dříve létaly na misích raketoplánů Space Shuttle. Společnost Aerojet Rocketdyne však vylepšila tyto motory modernizovanými ovladači a izolací pro vysoké teploty, jelikož budou motory vystaveny v blízkosti pomocných motorů. Další lety ale přejdou na variantu RS-25E, optimalizovanou pro náročné použití, která sníží náklady na jeden motor o více než 30 %. Tah každého motoru RS-25D byl také zvýšen z 2 188 kN, jako u raketoplánu, 2 281 kN. Motor RS-25E by měl mít tah 2 321 kN.
Centrální stupeň měří 65 m na výšku a má 8,4 m v průměru a je strukturálně i vizuálně podobný externí nádrži Space Shuttle. Centrální stupeň poskytuje přibližně 25 % tahu vozidla při startu.

### Pomocné motory
Block 1 a 1B budou používat dva pětisegmentové pomocné raketové motory na tuhé palivo, SRB. Tyto pomocné motory jsou založeny na pomocných motorech, které létaly na misích Space Shuttle, ale jako čtyřsegmentové. Pomocné motory na 1 a 1B mají další středový segment, novou avioniku a lehčí izolaci, ale nemají padák, jelikož se nepočítá s jejich znovupoužitím.
Pohonnými látkami pro pomocné motory jsou hliníkový prášek, který je velmi reaktivní, a chloristan amonný, který je silné okysličovadlo. Dohromady jsou drženy pojivem, polybutadien-akrylonitrilem. Pětisegmentové pomocné motory poskytují přibližně o 25 % větší celkový impuls, než původní posilovače na raketoplánech.
Zásoba boosterů pro Block 1 a Block 1B je omezena počtem segmentů zbylých z programu Space Shuttle – dohromady osm letů SLS. Proto byl 2. března 2019 vyhlášen program Booster Obsolescence and Life Extension (BOLE), který má za cíl vyvinout nové pomocné rakety, společností Northrop Grumman, pro další lety SLS, přičemž by byly připojeny k verzi Block 2. Měly by také zvýšit možné zatížení SLS Blocku 2 na 130 t na LEO a nejméně 46 t na přistání na Měsíci.

### Horní stupeň
První verzí, určená pro lety Artemis I, II a III, je Interim Cryogenic Propulsion Stage, ICPS – jedná se o zvětšený druhý stupeň z raket Delta IV, poháněný jedním motorem RL-10. První verze ICPS použila variantu RL-10B-2, zatímco druhá a třetí verze ICPS by měla použít variantu RL-10C-2.
Druhá verze, určená pro lety od Artemis IV, je Exploration Upper Stage, zkratkou EUS. Měla by být nasazena spolu s verzí centrálního stupně Block 1B a později i verzí Block 2. EUS má průměr 8,4 m a měly by být poháněna čtyřmi motory RL-10C-3, přičemž později, by měla být modernizována, kdy bude používal čtyři vylepšené motory RL-10C-X.

## Vývoj

### Počátek
Nosná raketa byla vytvořena jako součást aktu Kongresu NASA Authorization Act of 2010, ve kterém bylo nařízeno, aby NASA vytvořila systém pro vypouštění nákladu a posádek do vesmíru, který by nahradil původní mise raketoplánů z programu Space Shuttle. Předpis stanovil určité cíle, například schopnost rakety vyzvednout 130 tun nebo více nákladu na nízkou oběžnou dráhu Země. Cílové datum bylo stanoveno na 31. prosince 2016, kdy by měla být nosná raketa plně funkční a byla dostupná k použití. 14. září 2011 NASA oznámila svůj plán – vznikl tak návrh pro SLS s kosmickou lodí Orion.

Plán SLS zahrnoval několik budoucích vývojů odpalovacích systémů, přičemž byl mnohokrát během vývoje modifikován. První byl Block 0, se třemi hlavními motory a variantou s pěti hlavními motory, varianta Block 1A s modernizovanými posilovači namísto vylepšeného druhého stupně a Block 2 s pěti hlavními motory a druhým stupněm – Earth Departure Stage – s třemi motory J-2X.

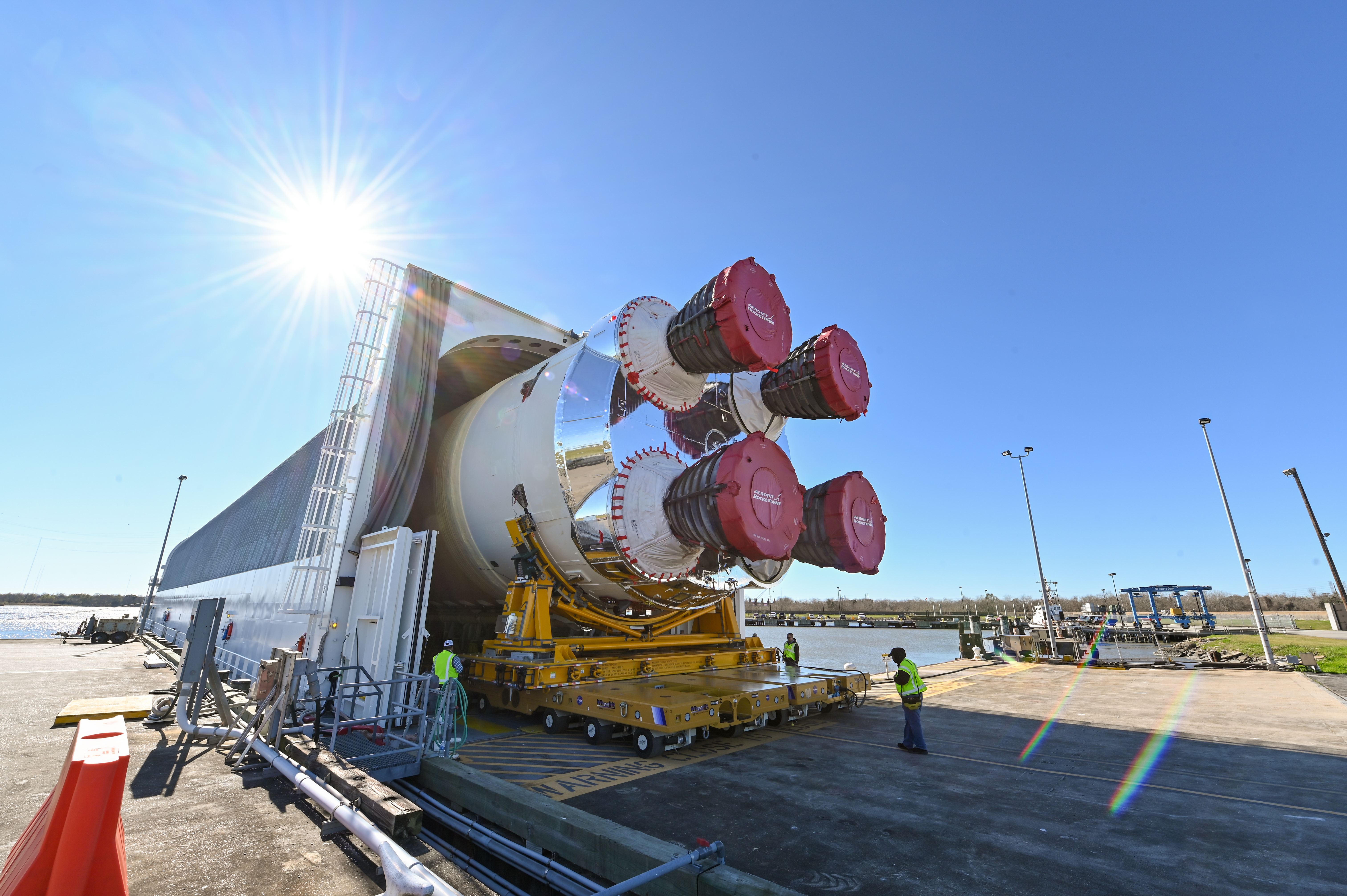
Centrální stupeň, verze Block 1 se čtyřmi motory RS-25D, pro misi Artemis I

V počátcích NASA také vyhlásila soutěž Advanced Booster Competition, která měla za úkol vybrat externí společnost, která vymyslí, či vylepší pomocné motory, které budou použity na verzi Block 2. Společnosti Aerojet a Teledyne Technologies navrhly tři pomocné motory, každý se dvěma spalovacími komorami, společnost Alliant Techsystems navrhla upravený SRB posilovač s lehčím pláštěm, energeticky účinnější pohonnou látkou a čtyřmi segmenty namísto pěti a společnosti Pratt & Whitney Rocketdyne a Dynetics navrhly pomocný motor na kapalné palivo. Soutěž však byla plánována pro plán, ve kterém by po verzi Block 1A následovala verze Block 2A s modernizovanými posilovači. NASA však zrušila Block 1A a plánovanou soutěž v dubnu 2014 ve prospěch pouhého setrvání u pětisegmentových raketových posilovačů z rakety Ares I, avšak které byly modifikovány, aby neměla raketa příliš vysoké zrychlení, což by i vyžadovalo úpravy rampy LC-39B. Už v letech 2009–2011 byly v rámci programu Constellation provedeny tři zážehové testy pětisegmentových boosterů, včetně testů při nízkých a vysokých teplotách.

### Náklady a možné zrušení
V roce 2011 se náklady programu odhadovaly na 18 mld. USD, z toho 10 mld. na vývoj rakety, 6 mld. na samotné starty a 2 mld. na úpravy startovacích ramp. V roce 2013 byly neoficiálně odhadovány náklady na vývoj rakety na 30 mld. USD. V roce 2019 bylo zvažováno zrušení programu kvůli rostoucím nákladům. V roce 2023 byly náklady na vývoj odhadovány na 23,8 mld. USD. Další úvahy o zrušení programu z důvodu rostoucích nákladů se objevily v únoru 2025 po nástupu druhá vláda Donalda Trumpa.

## Stavba rakety
Od roku 2020 jsou naplánovány tři verze SLS – Block 1, Block 1B a Block 2. Každá verze bude využívat stejný centrální stupeň se svými čtyřmi hlavními motory, ale od verze Block 1B bude nahrazen horní stupeň ICPS (Interim Cryogenic Propulsion Stage) za EUS (Exploration Upper Stage) a verze Block 2 bude mít kromě EUS také vylepšené pomocné motory.

### Centrální stupeň

#### Artemis I
V polovině listopadu 2014 začala výstavba prvních části centrálního stupně pomocí nového svařovacího systému v South Vertical Assembly Building v Michoud Assembly Facility (MAF) v Louisianě. Mezi lety 2015 a 2017 také NASA testovala motory RS-25 v rámci přípravy na použití na SLS.
Základní část první SLS rakety, postavená v Michoud Assembly Facility společností Boeing, měla všechny čtyři motory připojeny v listopadu 2019 a NASA ji prohlásila za dokončenou v prosinci téhož roku.

První centrální stupeň opustil MAF pro prvotní testování v testovacím centru Stennis Space Center (SSC) v lednu 2020. Zde byl spuštěn program „Green Run“ pro testování zážehů a prvotní spuštění všech základních systémů současně. Sedmý test, z celkových osmi, „wet dress rehearsal“ (volně přeloženo jako plný test – test u kterého se projde celý postup při vzletu, pouze bez odpalu rakety), byl proveden v prosinci 2020 a poslední test proběhl 16. ledna 2021, ale s vypnutím motorů dříve, než se očekávalo – celkem zhruba 67 sekund, nikoli požadovaných osm minut. Později bylo oznámeno, že důvodem pro brzké odstavení bylo kvůli kritériím u provádění testu na systému řízení vektoru tahu, specifickém pouze pro testování na zemi, ne pro let. Pokud by tento scénář nastal během letu, raketa by pokračovala v normálním letu. Na rozdíl od původních obav nebyly žádné známky poškození základního stupně nebo motorů. Druhá, náhradní, zkouška byla dokončena 18. března 2021 se zapnutím všech čtyř motorů, snížením plynu podle očekávání, aby se simulovaly podmínky za letu, a test systému vektorování tahu. Centrální stupeň byl následně 24. dubna odeslán do Kennedyho vesmírného střediska, aby byl spojen se zbytkem rakety pro misi Artemis I, kam dorazil 27. dubna, o 3 dny později. Zde byla raketa zkompletována. 12. června 2021 NASA oznámila, že montáž první rakety SLS byla dokončena v Kennedyho vesmírném středisku, přičemž sestavená nosná raketa SLS byla použita pro misi Artemis I v listopadu 2022.

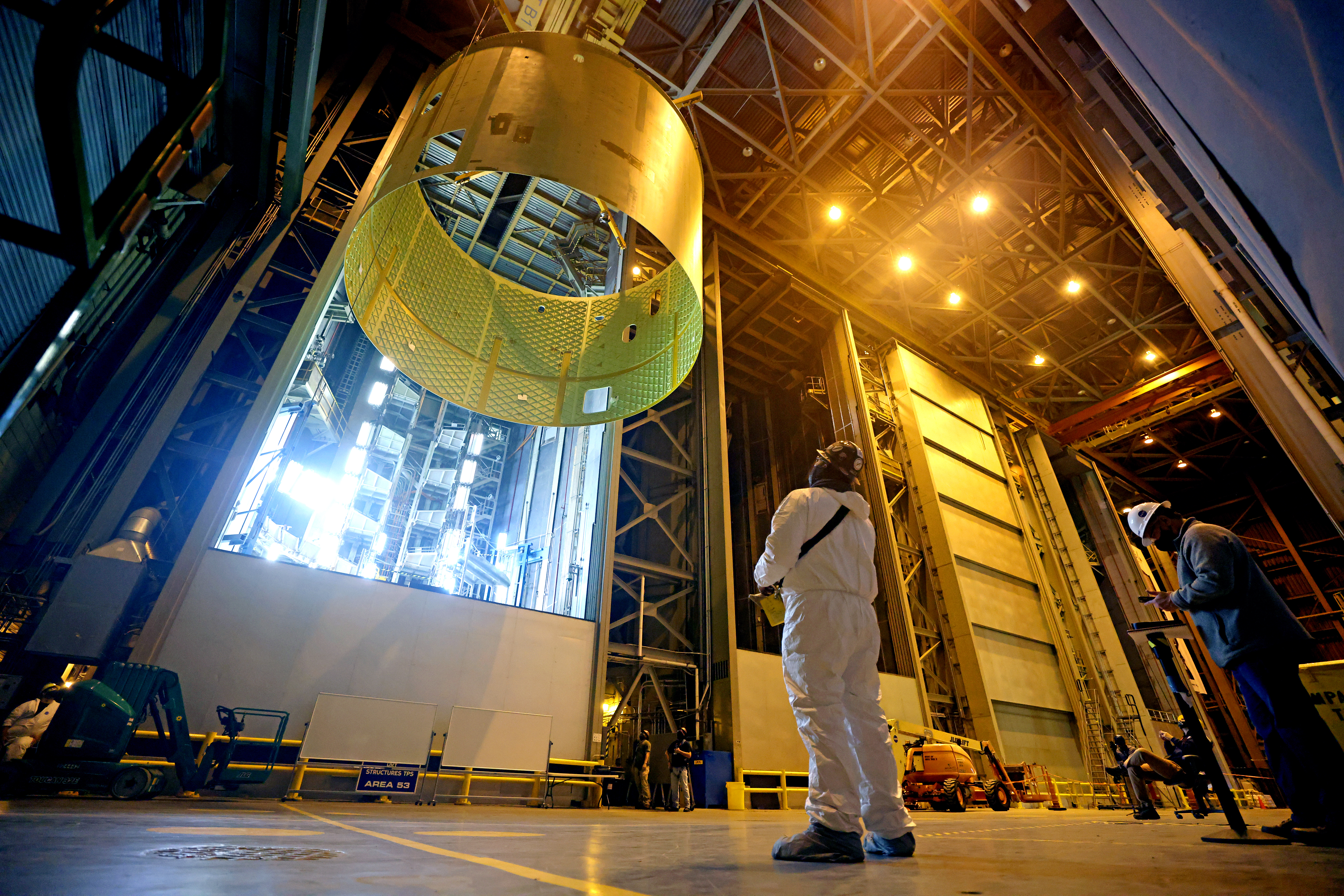
Obalová konstrukce pro motory, mise Artemis III

#### Artemis II
Boeing v červenci 2021 uvedl, že i když pandemie covidu-19 ovlivnila jejich plány i jejich dodavatele, což mělo za následek zpoždění dílů potřebných pro hydrauliku, jsou stále schopni poskytnout základní části SLS pro Artemis II podle plánu NASA, a to s rezervou měsíců. Od první rakety SLS byl proces nanášení izolační pěny pro Artemis II z části automatizován, což ušetří Boeingu necelých 12 dní. Vnitřní vrstva vnějšího obalu rakety pro Artemis II, byla připevněna na nádrž na kapalný kyslík koncem května 2021. Od července 2022 by měla být zcela dokončena základní fáze a SLS odeslána v březnu 2023 do NASA. V únoru 2023 vydala agentura zprávu, která oznámila, že se již ve třetí montovací šachtě ve VAB nahrazují moduly pro kontrolu prostředí astronautů – kontrola vlhkosti, teploty a vzduchu – za novější ECS systém. Zároveň se na rampě LC-39B vyměnila nádrž na LH2 za větší, aby se urychlily prodlevy mezi jednotlivými starty, byl upraven mobilní odpalovací systém – přidány prvky pro astronauty, jelikož se jedná o první misi Artemis, která bude mít posádku na palubě, a byl také upraven Crawler, který dopravuje nosnou raketu na odpalovací plošinu.

#### Artemis III
Pro Artemis III začala montáž konstrukce v Michoud Assembly Facility na začátku roku 2021. Nádrž na kapalný vodík, která má být použita na SLS pro Artemis III byla původně plánována jako nádrž Artemis I, ale byla nahrazena, když se zjistilo, že jsou na ní vadné svary. Nádrž tak byla následně opravena a zařazena zpět do výroby, přičemž projde testování pro použití na misi Artemis III. V prosinci 2022 byly do Kennedyho střediska doručeny motory i všechny motorové sekce z MAF.

### Horní stupeň

#### Artemis II
Loď Orion pro Artemis II je k únoru 2023 téměř dokončena a poskládána, přičemž od původní lodi umístěné u mise Artemis I, má prvky navíc, pro zajištění posádky. Tepelný štít by měl být během jara namontován na Orion.

#### Artemis IV
Od července 2021 se společnost Boeing také připravuje na zahájení výstavby stupně Exploration Upper Stage (EUS), jehož první let je plánován na misi Artemis IV.

### Verze
| Mise (číslo)     | Block | Motory centrálního stupně | Pomocné motory     | Horní stupeň                              | Horní stupeň | Vzletový tah | Nosnost | Nosnost | Nosnost |
| Mise (číslo)     | Block | Motory centrálního stupně | Pomocné motory     | Modul                                     | Motory       | Vzletový tah | LEO     | TLI     | HCO     |
| ---------------- | ----- | ------------------------- | ------------------ | ----------------------------------------- | ------------ | ------------ | ------- | ------- | ------- |
| I                | 1     | RS-25D                    | pětisegmentové SRB | Interim Cryogenic Propulsion Stage (ICPS) | RL-10B-2     | 39 MN        | 95 tun  | 27 tun  | —       |
| II, III          | 1     | RS-25D                    | pětisegmentové SRB | Interim Cryogenic Propulsion Stage (ICPS) | RL-10C-2     | 39 MN        | 95 tun  | 27 tun  | —       |
| IV               | 1B    | RS-25D                    | pětisegmentové SRB | Exploration Upper Stage (EUS)             | —            | 39 MN        | 105 tun | 42 tun  | —       |
| V, VI, VII, VIII | 1B    | RS-25E                    | pětisegmentové SRB | Exploration Upper Stage (EUS)             | —            | 39 MN        | 105 tun | 42 tun  | —       |
| IX               | 2     | RS-25E                    | BOLE               | Exploration Upper Stage (EUS)             | —            | 41 MN        | 130 tun | 46 tun  | 45 tun  |

- Konfigurace Block 1
- Konfigurace Block 1B
- Konfigurace Block 2

## Lety
NASA původně omezila dobu, po kterou mohou raketové nosiče na pevná paliva zůstat složené, na zhruba rok od spojení dvou segmentů. První a druhý segment posilovačů mise Artemis I byly spojeny 7. ledna 2021. 29. září 2021 společnost Northrop Grumman uvedla, že by limit pro pomocné motory mohl být prodloužen na osmnáct měsíců pro Artemis I na základě analýzy dat shromážděných při jejich skládání. NASA následně prohlásila, že segmenty mohou zůstat spojené prosince 2022, téměř dva roky po poskládání.
První let bez posádky, původně plánovaný na konec roku 2016, se přesunul více než šestadvacetkrát a startoval tak až o šest let později. Po šesti letech byl naplánován na 12:30 UTC, 29. srpna 2022. Start byl opět posunut na 3. září 2022, následně byl přesunut na říjen, ale i říjnový termín byl posunut z důvodu hrozby poškození rakety hurikánem Ian. Start se nakonec konal 16. listopadu téhož roku.
| Mise        | Datum startu       | Verze SLS     | Náklad | Cíl mise | Stav mise |
| ----------- | ------------------ | ------------- | --- | --- | --------- |
| Artemis I   | 16. listopadu 2022 | Block 1       | Artemis I (Orion a ESM), CubeSaty (ArgoMoon, BioSentinel, CuSP, EQUULEUS, LunaH-Map, Lunar IceCube, LunIR, NEA Scout, OMOTENASHI, Team Miles) | Nepilotovaný testovací let lodi Orion k Měsíci.                                                                                                  | Úspěšná   |
| Artemis II  | duben 2026         | Block 1 Crew  | Artemis II (Orion a ESM) | Pilotovaný oblet Měsíce čtyřčlennou posádkou s lodí Orion                                                                                        | Plánovaná |
| Artemis III | 2027               | Block 1 Crew  | Artemis III (Orion a ESM) | Čtyřčlenná posádka přistane na Měsíci v lodi Starship HLS                                                                                        | Plánovaná |
| Artemis IV  | září 2028          | Block 1B Crew | Artemis IV (Orion a ESM), I-HAB | Dva astronauti přistanou na Měsíci v lodi Starship HLS, bude dopraven jeden z modulů stanice Gateway, I-HAB                                      | Plánovaná |
| Artemis V   | březen 2030        | Block 1B Crew | Artemis V (Orion a ESM), ESPRIT | Dopravení Evropského komunikačního a tankovacího modulu ESPRIT pro Gateway, přistání na Měsíci s nehermetizovaným vozidlem Lunar Terrain Vehicle | Plánovaná |
| Artemis VI  | TBD                | Block 1B Crew | Artemis V (Orion a ESM), přechodový modul Gateway                                                                                             | Přechodový modul pro Gateway, přistání na Měsíci                                                                                                 | Plánovaná |